# Armia
 (août 2018).
Armia est un groupe de punk rock et hardcore polonais, originaire de Varsovie. Actif depuis 1984, il reprend des influences d'autres genres (musique gothique, reggae, heavy metal, rock, jazz-rock) avec le chanteur Tomasz Budzyński.
Il est cité comme l'un des groupes les plus influents de la scène indépendante des années 1980. Au début des années 1990, en pleine vague de la popularité des genres rock, il connait également le succès sur la scène musicale, notamment grâce à l'album Legenda. Depuis le milieu des années 1990, il perd en popularité ; cependant, dans certains milieux, il est toujours considéré comme le meilleur groupe de la scène indépendante polonaise.

## Origines du nom
Le nom Armia vient du fait que, dans la scène punk rock polonaise, les noms courts en r étaient fréquents. Il peut être inclus dans la catégorie des noms fortement utilisés dans les noms punks liés à l'agression, à l'armée et à la guerre, qui sont eux-mêmes étroitement liés au message anti-militariste (comme Dezerter et Fort BS).

## Discographie

### Albums studio
- 1988 : Armia
- 1991 : Legenda
- 1993 : Czas i byt
- 1994 : Triodante
- 1997 : Duch
- 1999 : Droga
- 2003 : Pocałunek mongolskiego księcia
- 2005 : Ultima Thule
- 2009 : Der Prozess
- 2009 : Freak
- 2012 : Podróż na Wschód
- 2015 : Toń

### Albums live
- 1992 : Exodus
- 2000 : Soul Side Story
- 2007 : Przystanek Woodstock 2004
- 2010 : Armia 25-lecie Zespołu
- 2013 : XVI Przystanek Woodstock 2010